# Чайка (Вишгород)
ФК «Ча́йка» — український футбольний клуб з міста Вишгорода заснований у 1976 році. Бере участь у Чемпіонаті Києва з футболу та Чемпіонаті Київської області з футболу.

## Досягнення
- 1979 — володар кришталевого кубка і золотих медалей першості Всесоюзних змагань на приз «Шкіряний м'яч»;[1]
- 1980 — друге місце в фіналі Всесоюзних змагань на приз «Шкіряний м'яч», який відбувся в місті Грозний;
- 1982, 1995, 1998 — бронзовий призер чемпіонату Київської області.[2]